# Jason Bent
Jason Andrew Bent (ur. 3 sierpnia 1977 w Scarborough) – kanadyjski piłkarz pochodzenia jamajsko-filipińskiego występujący na pozycji pomocnika. Obecnie asystent trenera w Toronto

## Kariera klubowa
Bent karierę rozpoczynał w 1996 roku w klubie Maryland Terrapins z uczelni University of Maryland, College Park. W 1997 roku trafił do niemieckiego FSV Zwickau z 2. Bundesligi. Zadebiutował w niej 3 sierpnia 1997 roku w przegranym 0:4 pojedynku z SpVgg Unterhaching. W Zwickau spędził pół roku.
Na początku 1998 roku odszedł do amerykańskiego Colorado Rapids z MLS. Jego barwy reprezentował przez 3 sezony. W tym czasie rozegrał tam 51 spotkań i zdobył 2 bramki. W 2001 roku podpisał kontrakt z duńskim FC København. W jego barwach nie zagrał jednak w żadnym meczu.
Latem tego samego roku przeszedł do angielskiego Plymouth Argyle z Division Three. Zadebiutował tam 22 września 2001 roku w wygranym 2:0 pojedynku z Macclesfield Town. W 2002 roku awansował z zespołem do Division Two, a w 2004 roku do Championship. W tym samym roku zakończył karierę.

## Kariera reprezentacyjna
W reprezentacji Kanady Bent zadebiutował 12 października 1997 roku w zremisowanym 2:2 pojedynku eliminacji Mistrzostw Świata 1998 z Meksykiem. W 2000 roku wziął udział w Złotym Pucharze CONCACAF, który okazał się dla Kanady zwycięski.
W 2001 roku Bent został powołany do kadry na Puchar Konfederacji. Zagrał na nim w meczach z Japonią (2:3), Brazylią (0:0) i Kamerunem (0:2). Z tamtego turnieju Kanada odpadła po fazie grupowej.
W 2002 roku ponownie uczestniczył w Złotym Pucharze CONCACAF, który Kanada zakończyła na 3. miejscu. W 2003 roku po raz trzeci znalazł się w drużynie na Złoty Puchar CONCACAF, z którego Kanada odpadła wówczas po fazie grupowej. W latach 1997–2003 w drużynie narodowej rozegrał Bent w sumie 32 spotkania.